# エメン (スイス)
エメン（ドイツ語：Emmen）は、スイス連邦ルツェルン州にある基礎自治体（ゲマインデ）。
自治体はルツェルン都市圏の一角を成している。主要産業は鉄鋼業、EMMI社による乳業、軍需産業などである。

## 歴史
エメンが" Emau"の名前で最初に文献に登場するのは、西暦840年であった。